# Манчестерський оперний театр
Манчестерський оперний театр (англ. Manchester Opera House) — один із головних театрів Манчестера, комерційний гастрольний театр на 1920 місць, в якому виставляють мюзикли, балети, концерти та різдвяні пантоміми. Оперний театр та споріднений йому театр Palace Theater, на Оксфорд-стріт керуються однією і тією ж материнською компанією, Ambassador Theater Group. Будівля театру — пам'ятка архітектури ІІ ступеня.

## Діяльність
В Оперному театрі в 1958 році відбулася європейська прем'єра Вестсайдської історії та британська регіональна прем'єра мюзиклу Ендрю Ллойда Веббера "Примара опери" з постановкою, яка відкрилася в 1993 році і тривала до 1995 року, винятковий тираж для регіонального виробництва. Оперний театр був місцем проведення сценічного шоу Gorillaz' Demon Days Live.
Манчестерський оперний театр також побачив прем'єру мюзиклу Never Forget, Take That. До акторського складу входили Тім Дрізен, який зіграв роль Адріана Бенкса/Марка Оуена. Прем'єра обох британських турів мюзиклу відбулася у Манчестерському оперному театрі.
Світова прем'єра Примара-мюзикл пройшла в театрі з березня по травень 2011 року, перш ніж його було перенесено в лондонський Вест-Енд. Британська прем'єра мюзиклу Доллі Партон "9 до 5" ("9 to 5") розпочалася у британському турі 12 жовтня 2012 р. «Кажан з пекла», прем'єра якої відбулася в лютому 2017 року, «і Джульєтта», світова прем'єра якої відбулася у вересні 2019 року. «Назад у майбутнє», прем'єра якої відбулася у лютому 2020 року.